# Synnerby distrikt
Synnerby distrikt är ett distrikt i Skara kommun och Västra Götalands län. 
Distriktet ligger väster om Skara. 

## Tidigare administrativ tillhörighet
Distriktet inrättades 2016 och utgörs av socknen Synnerby i Skara kommun.
Området motsvarar den omfattning Synnerby församling hade vid årsskiftet 1999/2000.